# Baccharis lymanii
Baccharis lymanii là một loài thực vật có hoa trong họ Cúc. Loài này được G.M.Barroso mô tả khoa học đầu tiên năm 1976.